# Rouzerville, Pennsylvania
Rouzerville, Pennsylvania (енгл. Rouzerville) насељено је место без административног статуса у америчкој савезној држави Пенсилванија.

## Демографија
По попису из 2010. године број становника је 917, што је 55 (6,4%) становника више него 2000. године.
| Група             | 2000.       | 2010.       |
| Белци             | 844 (97,9%) | 885 (96,5%) |
| Афроамериканци    | 7 (0,8%)    | 6 (0,7%)    |
| Азијати           | 0 (0,0%)    | 0 (0,0%)    |
| Хиспаноамериканци | 1 (0,1%)    | 21 (2,3%)   |
| Укупно            | 862         | 917         |